# 64th Aggressor Squadron

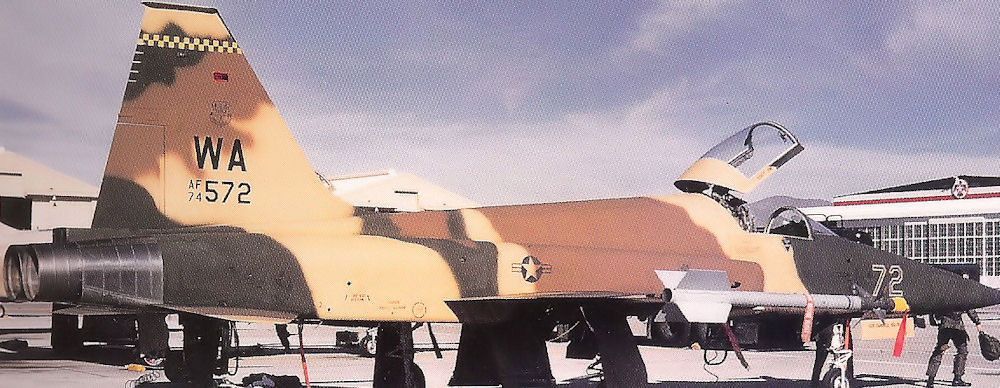
F-5E, premier appareil du 64th Aggressor Squadron, 1980

Le 64th Aggressor Squadron est une unité de US Air force. Assigné au 57th Adversary Tactics Groups, il est stationné à Nellis Air Force Base dans le Nevada.

## Historique

### Seconde Guerre mondiale (64th Fighter squadron)
Formé sur Curtiss P-40 Warhawk comme escadron de chasse en janvier 1941 à Mitchel Field, New York, il fait partie du Army Air Corps Northeast Defense Sector. Après un entrainement en Nouvelle-Angleterre, il assure la défense aérienne au-dessus du Nord-est des États-Unis à la suite de l'attaque de Pearl Harbor par l'armée japonaise.
En juillet 1942 il est réaffecté au sein de l'US Army Middle East Force en Égypte, devenant un élément du IX Fighter Command de la 9th USAAF. Prenant part à la guerre du désert, il est engagé au combat durant la bataille d'El Alamein. En soutien de la 8e armée britannique en Égypte et en Libye, il effectue des missions d'escorte de bombardiers, de mitraillage et d'attaque au sol contre les aérodromes, les communications et les concentrations de troupes des forces de l'axe. Après la défaite des troupes allemandes et italiennes en Tunisie (mai 1943), l'unité participe à la prise de Palerme (mai-juin 1943) et à la conquête de la Sicile (juillet-août 1943).
L'escadron participe aux opérations de la 8e armée britannique dans le sud de l'Italie avant d'être réassigné à la 12e USAAF en aout 1943.
En 1944, il se convertit sur Republic P-47 Thunderbolt et poursuit les opérations en Italie. Le 30 mars 1944 il s'installe en Corse pour opérer de manière autonome et réalise en moyenne 48 sorties par jour contre les lignes de chemin de fer, les moyens de communication et les véhicules ennemis.
Participant à la campagne de France (1944) et à l'invasion du sud de la France en août, il est engagé dans des opérations d'interdictions et de supports dans le nord de l'Italie de septembre 1944 à mai 1945.
Les équipages du 64th Aggressor Squadron réalisent leurs dernières missions le 2 mai 1945. Déplacé dans le nord de l'Italie après la fin de la Seconde Guerre mondiale en Europe, il est démobilisé dans le courant de l'été 1945 et désactivé à la fin du mois d'août.

### Guerre Froide
Réactivée en août 1946 au sein de la 11e Air Force comme une composante de la défense aérienne du nord-ouest du Pacifique, l'unité s'installe à Elmendorf Air Force Base en 1947. Initialement équipée de North American P-51 Mustang elle reçoit des Lockheed P-80 Shooting Star en 1948. Réassigné à la 10e Air Division de l'Alaskan Defense Air Command durant les années 1950, l'escadron reçoit des Lockheed F-94 Starfire et des Northrop F-89 Scorpion dédiés à l'interception.
En 1957, l'escadron se déplace à McChord Air Force Base, reçoit des Convair F-102 Delta Dagger et rejoint le 325th Fighter Group de la 25th Air Division (dont la mission est la protection de la zone de Seattle) jusqu'en 1966.

### Guerre du Vietnam
Déployé en 1966 sur la base aérienne de Clark aux Philippines, il rejoint la Pacific Air Forces dédiée à la défense de Luçon et du nord des Philippines. L'escadron est déployé sur des bases au Sud-Vietnam et en Thaïlande pour fournir une couverture aux appareils opérant au Nord-Vietnam jusqu'en 1969. Un déploiement temporaire en Corée du Sud est effectué durant la crise de l'USS Pueblo entre janvier et juin 1968. L'unité est inactivée en 1969 à la suite du retrait du F-102.

### Escadron «agresseur»
L'escadron est activé au sein du 57th Fighter Weapons Wings le 15 octobre 1972 sur la base de Nellis AFB. Initialement équipé de Northrop T-38 Talon, il reçoit en avril 1976 des Northrop F-5 Freedom Fighter destinés à l'origine au Sud-Vietnam et devenus disponibles à la suite de l’effondrement de ce pays. Cet appareil est sélectionné car ses caractéristiques et performances correspondent à celles du Mikoyan-Gourevitch MiG-21 soviétique. L'unité devient le 64th Aggressor Squadron et, de façon similaire à l'United States Navy Fighter Weapons School (Top Gun), va permettre aux unités navigantes de l'US Air Force d'apprendre à se défendre face aux techniques adverses.

## Marquages
Les Northrop F-5 de l'aggressor Squadron ne portent pas de codes d'identifications mais sont équipés des bandes noires et jaunes de la base de Nellis et des codes du Tactical Air Command. Les appareils sont également peints aux couleurs des forces aériennes soviétiques ajoutés aux cocardes américaines.

## Appareils de l'unité
| - Curtiss P-40 Warhawk, 1941–1944 - Republic P-47 Thunderbolt, 1944–1945 - P-38 Lightning, 1946 - P-51 Mustang, 1946, 1947–1948 - Lockheed P-80 Shooting Star, 1948–1951 - F-94 Starfire, 1951–1954 | - F-89 Scorpion, 1954–1957 - F/TF-102 Delta Dagger, 1957–1969 - Northrop T-38 Talon, 1972–1976 - Northrop F-5 Freedom Fighter, 1976–1988 - General Dynamics F-16 Fighting Falcon, 1988–1990 |